# Henry Charles Litolff

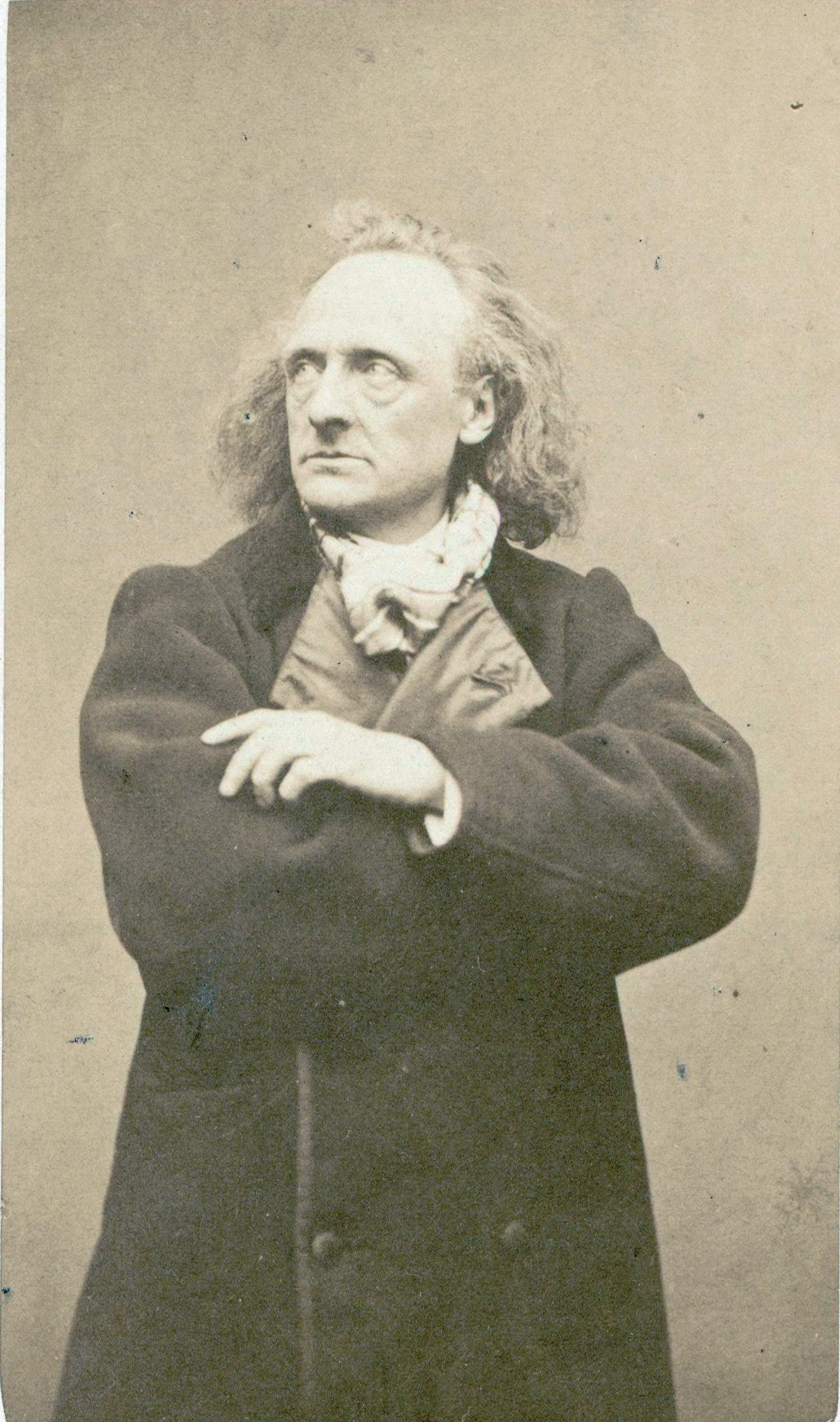
Henry Charles Litolff.

Henry Charles Litolff, född den 6 februari 1818 i London, död den 6 augusti 1891 i Paris, var en engelskfödd tysk musiker.
Litolff var elev av Moscheles och uppträdde som pianist redan vid 12 års ålder. Han tillbragte flera ungdomsår i Frankrike, var 1841-1844 kapellmästare i Warszawa och gjorde därefter konsertresor i Tyskland, Nederländerna med flera länder till 1850, då han bosatte sig i Braunschweig, där han övertog Meyerska musikförlaget. 
År 1860 överlät han förlaget åt sin styvson, Theodor Litolff (som 1864 började utge Collection Litolff, billiga upplagor av klassiker), och började åter konsertera. Som kompositör väckte Litolff bifall mest genom sina "konsertsymfonier" för piano och orkester, sin Spinnlied för piano samt operetten Héloïse et Abélard.